# Skojevsko Naselje
Skojevsko Naselje (in serbo Скојевско насеље?) è un quartiere urbano della capitale serba di Belgrado. Si trova nel comune di Rakovica a Belgrado.

## Posizione
Il quartiere, situato a 205 metri sul livello del mare, si estende lungo ulica Luke Vojvodića (in italiano: via Luka Vojvodića).
Skojevsko Nasalje confina a nord con il quartiere di Filmski Grad - situato nel comune di Čukarica -, ad est con il quartiere di Miljakovac, a sud con il quartiere di Rakovica e ad ovest con il quartiere di Cerak Vinogradi, sempre situato all'interno del comune di Čukarica.

## Trasporti
Skojevsko Naselje è raggiungibile da Belgrado con le linee GSP giornaliere:
- Linea 23: Vidikovac - Karaburma 2;[1]
- Linea 37: Pančevački Most - Kneževac;[2]
- Linea 50:  Banovo Brdo - Ustanička;[3]
- Linea 53: Vidikovac - Zeleni Venac;[4]
- Linea 57: Banovo Brdo - Naselje Golf - Banovo Brdo;[5]
- Linea 89: Novi Beograd/Blok 72 — Vidikovac;[6]